# Karl Groom
Karl Groom (Londra, 13 agosto 1969) è un produttore discografico, tecnico del suono e chitarrista britannico conosciuto soprattutto per la sua militanza nel gruppo rock progressivo Threshold, nonché per la sua attività di turnista.

## Biografia

### Come musicista
Iniziata l'attività come musicista nel 1988, nel 1990 è fondatore della band Threshold, nonché unico membro presente sin dall'inizio insieme a Richard West, e fu lui, nel 1991, a scegliere come etichetta per la band la Nuclear Blast.
Groom ha anche suonato la chitarra in Mercy Train, Shadowland e Strangers on a Train, tutti durante la metà degli anni 1990. Nel 2017, ha suonato tutte le chitarre acustiche nell'album Quiet Storms dei Galahad, da egli stesso coprodotto.

## Discografia

### Solista
- 1993 - Skeleton in a Cupboard
- 1995 - The Greatest Show on the Earth

### Threshold
- 1992 – Wounded Land
- 1994 – Psychedelicatessen
- 1997 – Extinct Instinct
- 1998 – Clone
- 2001 – Hypothetical
- 2002 – Critical Mass
- 2004 – Subsurface
- 2007 – Dead Reckoning
- 2012 – March of Progress
- 2014 – For the Journey
- 2017 – Legends of the Shires
- 2022 – Dividing Lines

### Produzione
- Strangers on a Train - The Key Part I: The Prophecy (1990) p/e/m
- Threshold – Wounded Land (1993) p/e/m
- Pendragon – The Window of Life (1993) e
- Strangers on a Train - The Key Part II: The Labyrinth (1993) p/e/m
- Ulysses - Neronia (1993) p/e/m
- Threshold – Psychedelicatessen (1994) p/e/m
- Pendragon – Utrecht... The Final Frontier (1995) p/e/m
- Pendragon – 'The Masquerade Overture (1996) p/e/m
- Threshold – Extinct Instinct (1997) p/e/m
- Pendragon – Utrecht... The Final Frontier (1995) p/e/m
- Pendragon – Live In Kraków 1996 (1997)
- Threshold – Clone (1998) p/e/m
- DragonForce - Valley of the Damned (2003) p/e/m
- Threshold – Decadent (1999) p/e/m
- Threshold – Hypothetical (2001) p/e/m
- Pendragon – Not of This World (2001) p/e/m
- Threshold – Critical Mass (2002) p/e/m
- Threshold – Concert in Paris (2002) p/e/m
- Threshold – Wireless (2003) p/e/m
- Threshold – Subsurface (2004) p/e/m
- DragonForce - Sonic Firestorm (2004) p/e/m
- Threshold – Replica (2004) p/e/m
- Threshold – Critical Energy (2004) p/e/m
- Pendragon – Believe (2005) p/e/m
- DragonForce - Inhuman Rampage (2006) p/e/m
- Threshold – Surface to Stage (2006) p/e/m
- Edenbridge – The Grand Design (2006) e/m/g
- Threshold – Dead Reckoning (2007) p/e/m
- Threshold – The Ravages of Time (2007) p/e/m
- Edenbridge – MyEarthDream (2008) e/m/g
- Trigger the Bloodshed - Purgation (2008) m
- DragonForce -Ultra Beatdown (2008) p/e/m
- Pendragon – Pure (2008) p/e/m
- Clive Nolan – She (2008) e/m
- Trigger the Bloodshed - The Great Depression (2009) m
- Threshold – Paradox: The Singles Collection (2009) p/e/m
- Pendragon – Concerto Maximo (2009) p/e/m
- Edenbridge – Solitaire (2010) e/m
- Yes – In the Present - Live from Lyon (2011) e/m
- Pendragon – Passion (2011)
- DragonForce - The Power Within (2012) p/e/m
- Clive Nolan – Alchemy (2012) e/m
- Threshold – March of Progress (2012) p/e/m
- Edenbridge – The Bonding (2013) e/m
- Clive Nolan – Alchemy DVD Live (2013) e/m
- NightMare World - In The Fullness Of Time (2015) p/e/m
- Threshold - Legends of The Shires (2017) p/e/m